# トゥイラエパ・サイレレ・マリエレガオイ
トゥイラエパ・ルペソリアイ・サイレレ・マリエレガオイ（英: Tuilaepa Lupesoliai Sailele Malielegaoi、1945年4月14日 - ）は、サモアの政治家。1998年から2021年まで同国首相を務めた。人権擁護党(HRPP)の党首。

## 経歴

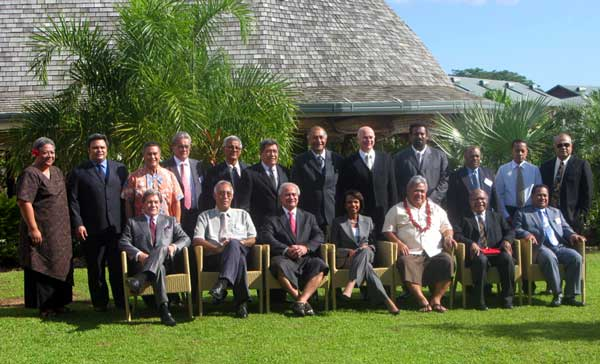
2008年7月26日、首都アピアで太平洋諸国のリーダーならびにコンドリーザ・ライス米国務長官（当時）と

1945年、ニュージーランド委任統治領であった西サモア（現サモア独立国）のウポル島レパ村生まれ。本業は経済学者である。ロトパのセント・ジョゼフス・カレッジ附属高校卒業後、オークランド大学からサモア人で初めて商学の博士号を取得した。
欧州経済共同体とプライスウォーターハウスクーパースに勤め、1980年の国会議員選で初当選、トフィラウ・エティ・アレサナ内閣の副首相兼金融相に 抜擢された。彼の引退後は首相と金融相を引き継いだが、首相職に専念するため選挙後の内閣改造でミサ・テレフォニ・レツラフを金融相に任命し、副首相も兼務させた。
2009年のサモア地震と津波で、姪の娘を含む2人の親族を亡くした。地元のレパは津波で壊滅し、教会と村のウェルカムサインだけが残った。
2011年11月にはポリネシア各国間の文化、言語、教育、気候変動への対応、貿易投資に関する問題を話し合うポリネシア・リーダーズ・グループの正式発足に向け、イニシアチブをとり始めた。グループの役割の一部はメラネシア・スピアーヘッド・グループとかぶっている。
2018年春の叙勲で旭日大綬章を受章。

### 2021年の政治危機と辞任
2021年4月9日執行の議会総選挙では人権擁護党と真の唯一神への信仰(FAST)の両方が25議席となった。選挙結果や憲法規定の遵守をめぐって与野党双方が司法の場で争う中、5月17日に最高裁判所は総選挙結果への異議申し立てを却下し、議会に対し24日に新首相を指名するよう命令。最終的にFASTが多数派を確保したため、党首のフィアメ・ナオミ・マタアファ元副首相が新首相に選出される運びとなったが、スアラウヴィ2世が議会の開会を中止し、マリエレガオイは司法に対して不公平性を訴え首相職を継続すると発表。マタアファ党首も議会外で式典を行い首相就任を宣誓し、マリエレガオイはこれを違法として批判し、サモアは二重政府状態となった（2021年サモア憲政危機）。6月28日に最高裁はマタアファ新内閣の宣誓は無効と判断したものの、同時に議会に対し7日以内に招集して新内閣を選出することも同時に求め、議会が開かれない場合はマタアファ新内閣の宣誓は合法と解釈できるとも裁定し、マリエレガオイは拒否し続けた議会招集を迫られることとなった。7月8日にFASTは控訴裁判所に付託し、7月23日に控訴裁はマタアファの就任宣誓を承認し、マリエレガオイの5月24日以降の首相継続は違法とする判決を出した。当初マリエレガオイは控訴裁の判決を認めなかったが、7月25日に選挙の敗北を認め退陣した。

## 批判
内閣は国内の道路を右側通行から左側通行に変更するという、大変な論議を呼ぶ法案を通過させた。論争はサモア史上最大となる1万5000人規模のデモに発展し、「人民党」という反対政党まで旗揚げされた。
2011年にはオーストラレーシアとの経済関係強化のため、日付変更線の西側への移行を決定。同年12月はカレンダーよりも1日少ない30日間となるが、サモア・オブザーバー紙の編集者ケニ・レサによると多くのサモア人が「気違い首相の突拍子もない考え」と冷ややかに見ている。野党議員はこれについて「輸出の増加にはつながらず、あまつさえ世界で最も遅く日没を迎える国としての座を失うことになる」と主張している。トゥイラエパはタウトゥア・サモア党のレアライレプレ・リモニ・アイアフィ議員との電話会談で、同議員が「たいへん馬鹿げている」と非難したのに対し「法案のメリットを理解できないのはたわけだけだ」とやり返した。

## バイニマラマとの確執
2006年のクーデターで国家権力を掌握したフィジーのフランク・バイニマラマ暫定首相批判の急先鋒で、太平洋諸国のリーダーの意見を尊重していないとしている。また、民主主義や政治の透明性、自由選挙制を回復させる努力を怠っているとも指摘する。選挙が実施予定だったトンガでの地域会合のキャンセルなど、彼の行動も非難の対象にしている。バイニマラマはニウエとパプアニューギニアで開かれた太平洋諸島フォーラムの地域会合にも姿を見せなかった。加えて、妥協や民主的選挙の実施を拒むバイニマラマの姿勢は「太平洋の精神」に反すると主張する。
2009年2月にはサモアのニュージーランド追従路線をバイニマラマが非難したため、彼と口論を繰り広げた。彼はトゥイラエパを「非太平洋的」だとも責め立てたが、トゥイラエパはバイニマラマが酔っているのではないかとした上で改めて太平洋諸国のリーダーの軽視を糾弾した。

## スポーツへの熱意
2007年のパシフィック・ゲームズに、トゥイラエパ首相はターゲットアーチェリーの選手として参加した。サモア指導者の総合競技大会への出場はこれが初めてであった。
練習は大会のわずか5ヶ月前に始めたばかりだったが、国内のランキングで2位につけた。息子も団体の補欠として出場。大会10日目にリカーブ団体混合で銀メダルを獲得した。